# گابریل پالتا
گابریل آلخاندرو پالتا (اسپانیایی: Gabriel Alejandro Paletta‎؛ زاده ۱۵ فوریهٔ ۱۹۸۶) بازیکن فوتبال اهل آرژانتین است که برای باشگاه فوتبال جیانگسو سونینگ بازی می‌کند.
او از پدر مادری ایتالیایی الاصل در بوئنوس آیرس آرژانتین زاده شد. او برای تیم ملی زیر ۲۰ سال آرژانتین در رقابت‌های جام جهانی فوتبال زیر ۲۰ سال ۲۰۰۵ به میدان رفت و در هر ۷ بازی در ترکیب اصلی قرار گرفت تا در آرژانتین در حضور او قهرمان شود. در سال ۲۰۱۴ پالتا به تیم ملی فوتبال ایتالیا دعوت شد و نخستین بازی خودش را در بازی دوستانه برابر تیم ملی فوتبال اسپانیا انجام داد؛ کمی بعد برای ایتالیا در جام جهانی ۲۰۱۴ به میدان رفت.